# Den Paradera
Den Paradera is een kruidentuin aan de oostzijde van Curaçao. Er staan honderden lokale bomen, struiken en kruiden, veelal met medicinale werking.
De naam Den Paradera verwijst naar de Paraguiri-indianen. Zij beheerden ooit een kruidentuin aan de oostkant van Curaçao. De tuin is in 1991 opgericht door onderwijzeres Dinah Veeris (1939-2024). Zij volgde een opleiding aan de California School of Herbal Studies in de Verenigde Staten, en deed sinds 1981 onderzoek naar geneeskrachtige kruiden en medicinale tradities door oudere mensen te interviewen. In 2000 kreeg zij voor haar werk de Cola Debrotprijs.
De kruiden worden op traditionele wijze gedroogd en op natuurlijke basis verwerkt. Alle producten worden met de hand gemaakt, en verkocht in de winkel die in de tuin is gevestigd en in museum Kurá Hulanda. De tuin staat open voor bezoekers en er worden rondleidingen gegeven.

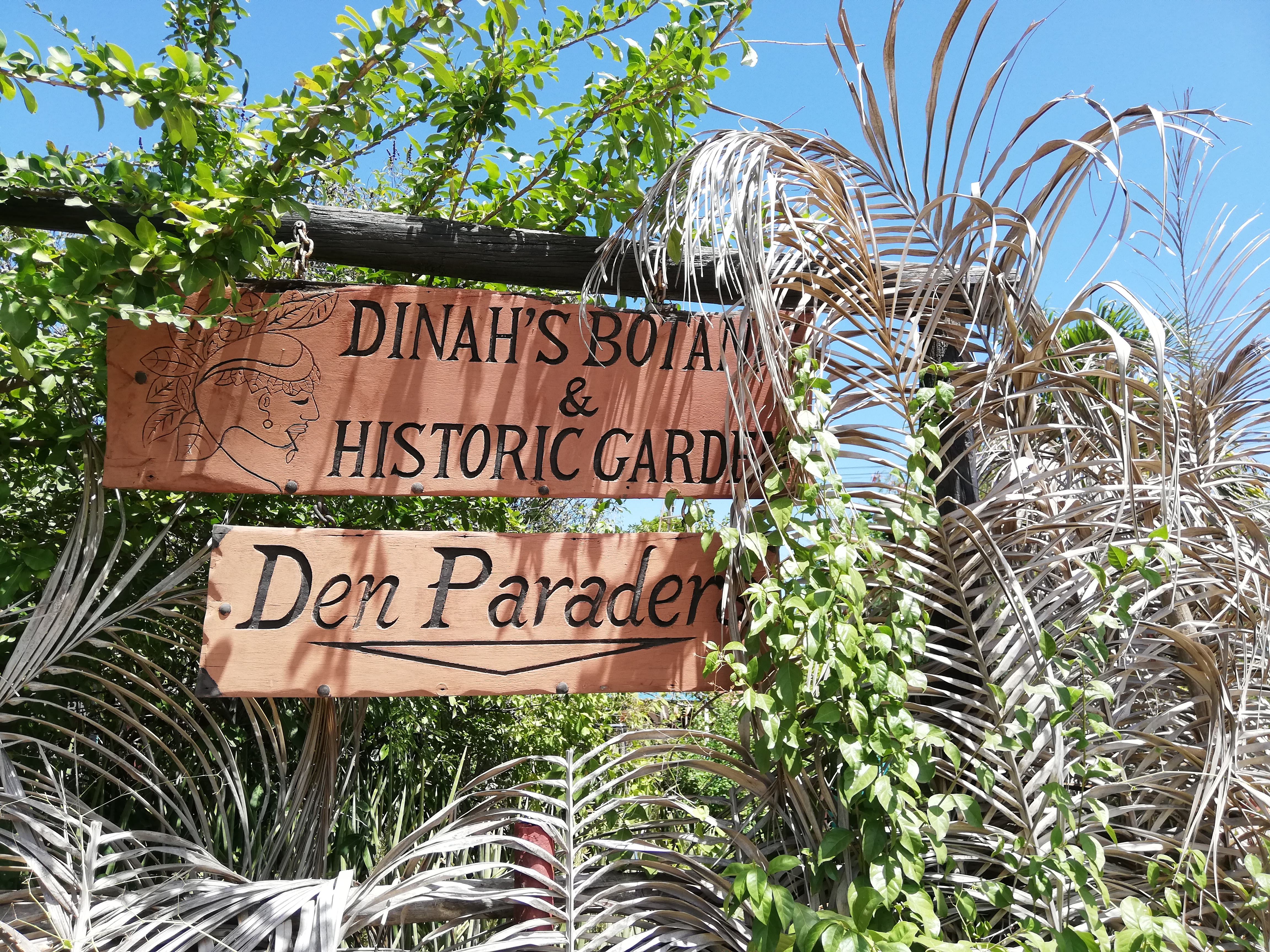
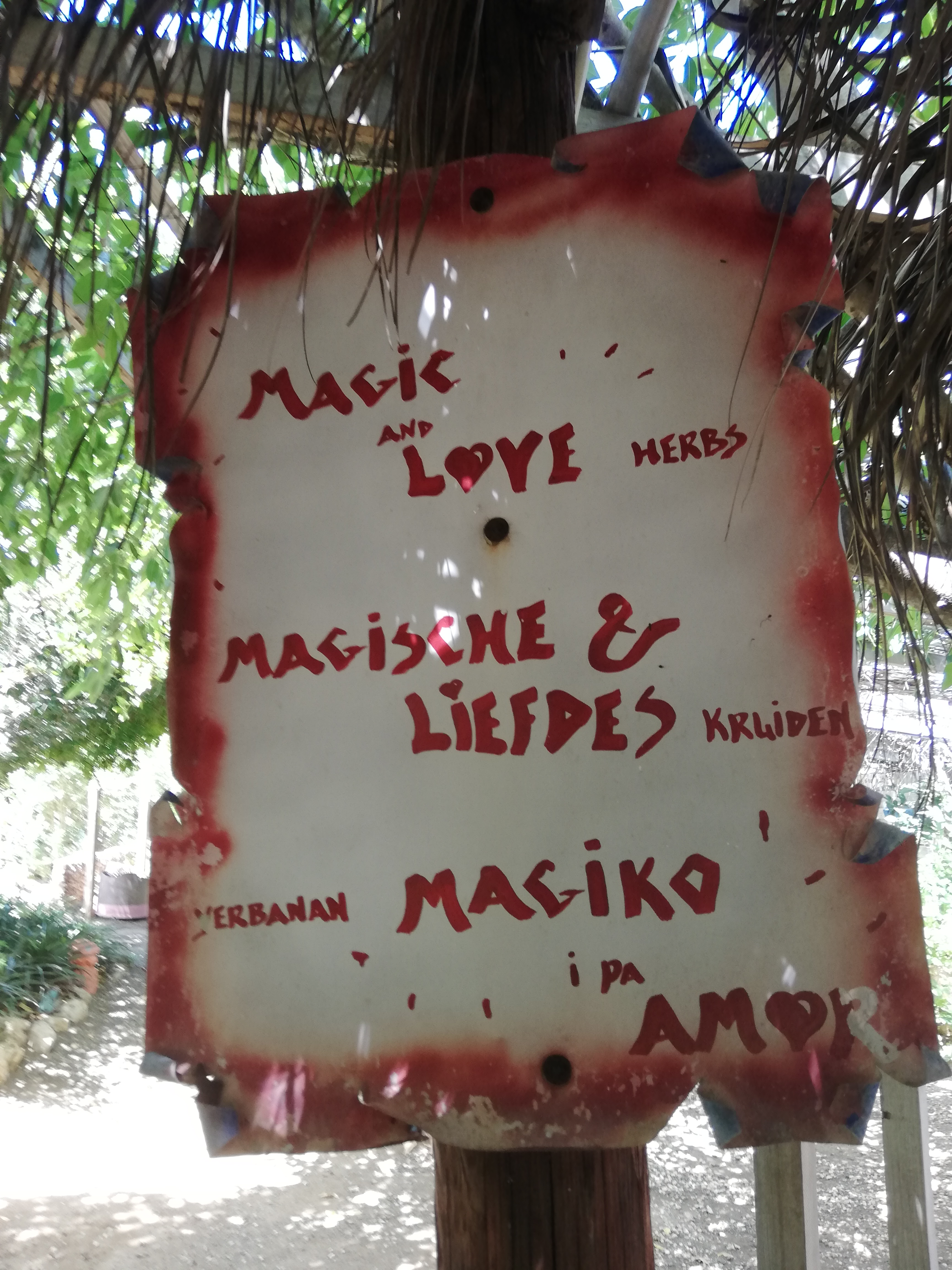
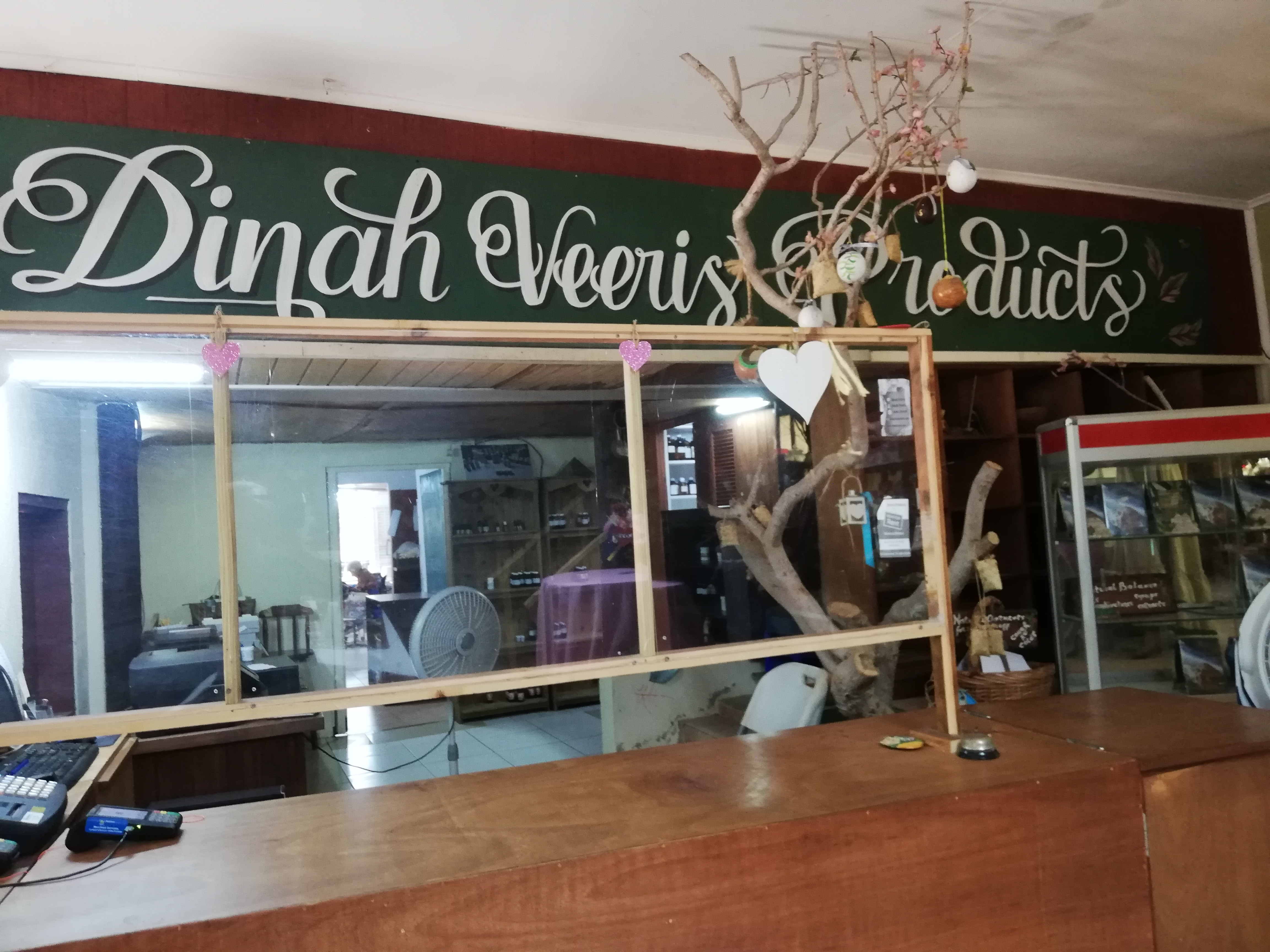
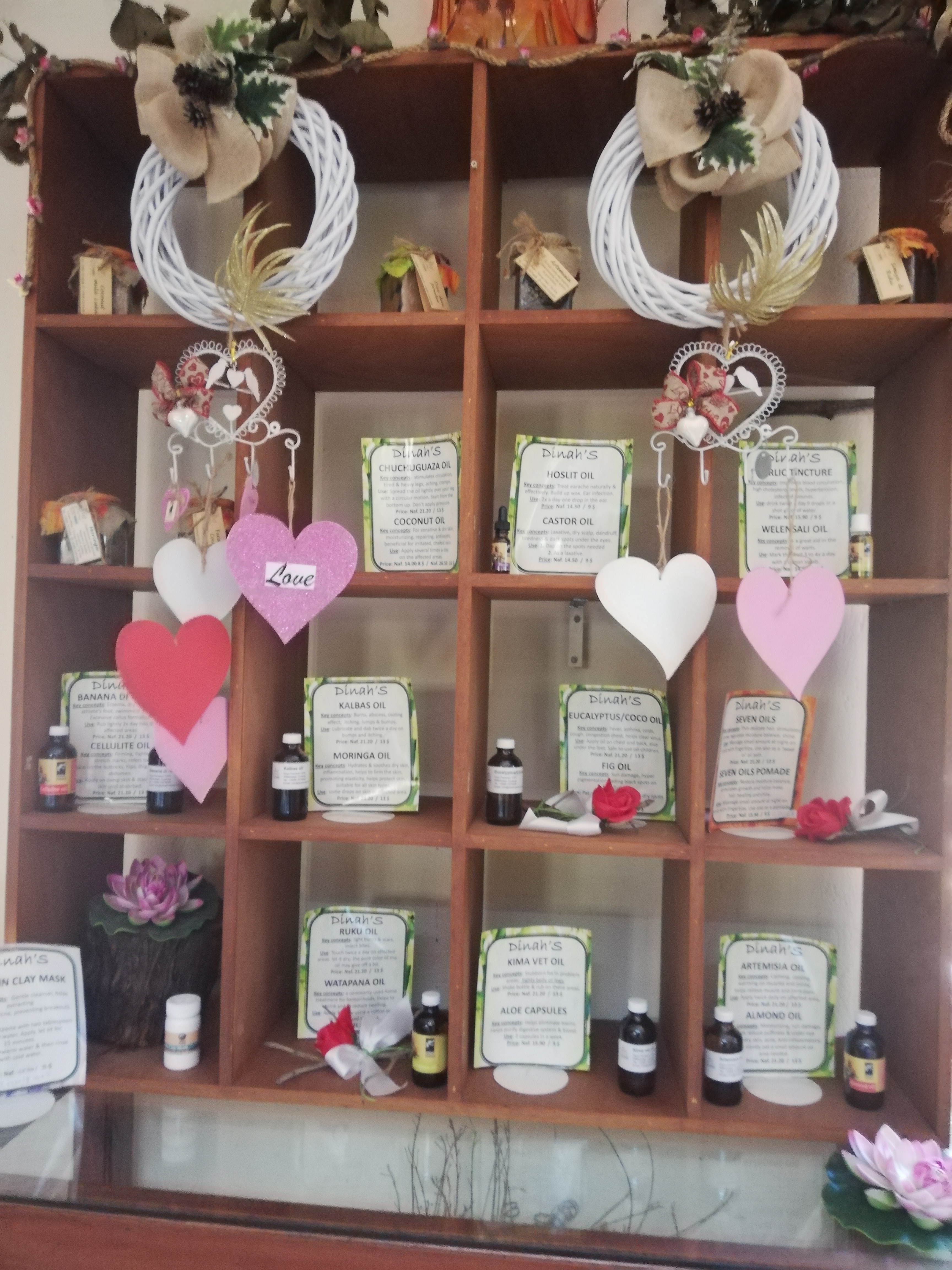